# Zireiner See
Der Zireiner See ist ein rund 4 ha großer Gebirgssee auf 1799 m ü. A. in den Brandenberger Alpen in Tirol im Gemeindegebiet von Münster. Er liegt zwischen dem Rosskogel (1940 m ü. A.) im Osten und der Rofanspitze im Westen in der Mulde, die auf der Nordseite von Ausläufern der Marchspitze (2004 m ü. A.) und im Süden vom Latschberg (1949 m ü. A.) gebildet wird. Am westlichen Ende speist eine Quelle den See.
Von der Bayreuther Hütte ist der See in ca. 1:45 Stunden und von der Erfurter Hütte an der Bergstation der Rofanseilbahn in ca. 3:15 Stunden erreichbar. Der Europäische Fernwanderweg E4 berührt den Zireiner See auf seiner Etappe zwischen Steinberg am Rofan und Maurach.